# Walerij Muratow
Walerij Aleksiejewicz Muratow (ros. Валерий Алексеевич Муратов; ur. 1 maja 1946 w Kołomnie) – rosyjski łyżwiarz szybki reprezentujący ZSRR, trzykrotny medalista olimpijski i czterokrotny medalista mistrzostw świata.

## Kariera
Pierwszy medal na arenie międzynarodowej Walerij Muratow wywalczył w 1970 roku, kiedy zwyciężył podczas mistrzostw świata w wieloboju sprinterskim w West Allis. Został tym samym pierwszym oficjalnym mistrzem świata w tej konkurencji. Wynik ten powtórzył na mistrzostwach w Oslo w 1973 roku, na mistrzostwach w Eskilstunie rok wcześniej był drugi, a podczas mistrzostw świata w Göteborgu w 1975 roku zajął trzecie miejsce. Był też między innymi piąty na mistrzostwach świata w Lake Placid w 1978 roku.
W 1968 roku wziął udział w igrzyskach olimpijskich w Grenoble, zajmując osiemnaste miejsce w biegu na 500 m. Na rozgrywanych cztery lata później igrzyskach w Sapporo na tym samym dystansie był trzeci. Wyprzedzili go jedynie Erhard Keller z RFN i Szwed Hasse Börjes. Kolejne dwa medale zdobył na igrzyskach olimpijskich w Innsbrucku w 1976 roku. W biegu na 500 m był drugi za swym rodakiem Jewgienijem Kulikowem, a na dwukrotnie dłuższym dystansie był trzeci, ulegając tylko Peterowi Muellerowi z USA i Norwegowi Jørnowi Didriksenowi. Sześciokrotnie zdobywał medale mistrzostw ZSRR na dystansie 500 m. Siedmiokrotnie ustanawiał rekordy świata.